# Nesolestes martini
Nesolestes martini är en trollsländeart som beskrevs av Schmidt 1951. Nesolestes martini ingår i släktet Nesolestes och familjen Megapodagrionidae. IUCN kategoriserar arten globalt som otillräckligt studerad. Inga underarter finns listade i Catalogue of Life.